# ويليام كارلن
ويليام كارلن (بالإنجليزية: William Carlin)‏ هو ضابط أمريكي، ولد في 23 نوفمبر 1829 في مقاطعة غرين في الولايات المتحدة، وتوفي في 4 أكتوبر 1903 في وايت هول في الولايات المتحدة.